# Polaincourt-et-Clairefontaine
Polaincourt-et-Clairefontaine là một xã ở tỉnh Haute-Saône trong vùng Bourgogne-Franche-Comté phía đông nước Pháp.